# Comarca Metropolitana de Huelva
La Comarca Metropolitana de Huelva és una comarca situada a la província de Huelva, a Andalusia. Està formada pels municipis d'Aljaraque, Gibraleón, Huelva, Moguer, Palos de la Frontera, Punta Umbría i San Juan del Puerto.
Se situa al sud de la província i limita al nord amb la comarca d'El Andévalo, a l'oest amb la Costa Occidental de Huelva, al sud amb l'oceà Atlàntic i a l'est amb la comarca d'El Condado de Huelva.